# Soc de l'oest
«Soc de l'oest» és una cançó d'estil rockabilly composta pel músic i pedagog David Esterri com a part del seu segon àlbum Ruc-a-billy & cat music de 2007, que és considerada un himne no oficial de Ponent per apropiació popular «en una frontera on la mentida no hi té lloc». Va ser compilada pel periodista musical Jordi Bianciotto al llibre 501 cançons catalanes que has d'escoltar abans de morir.
Al llarg dels anys, «Soc de l'oest» ha estat versionada per multitud de grups, com ara La Pegatina, Pastorets Rock, The Cabrians, Alu Spear, El Fill del Mestre o l'Orfeó de Tremp. A més, la Cobla Sant Jordi – Ciutat de Barcelona en va fer una versió sardana i Pd Caganer i Xerramequ Tiquis Miquis una remescla amb «Gangnam style» present a Caçadors de bootlegs vol.1.
El 2019 se'n va presentar el videoclip a l'Institut d'Estudis Ilerdencs rodat en diversos escenaris típicament ponentins, com ara un camp d'aufals, una espona de secà, els aiguamolls, els exteriors d'una torre de pagès o un dels ponts de l'Autovia A2.